# Jonathan Bousquet
Pour les articles homonymes, voir Bousquet.

a Compétitions nationales et continentales officielles uniquement.

b Matchs officiels uniquement.
Dernière mise à jour le 13 mars 2025.
Jonathan Bousquet, né le 5 mars 1988 à Béziers, est un joueur français de rugby à XV évoluant au poste d'arrière ou d'ailier.

## Biographie
C'est au cours de la 2006-2007 du championnat de France de Pro D2 qu'il fait son apparition dans l'effectif de AS Béziers. Il s'entraine avec les joueurs professionnels mais joue parallèlement avec les Reichels et les espoirs. Il joue son premier match en Pro D2 contre le Stade rochelais le 10 novembre 2007. Lors de la saison suivante, il est régulièrement retenu au poste d'ailier.
Entre 2010 et 2014, il évolue à l'US Oyonnax. Il participe à l'obtention du titre de champion de France de Pro D2 en 2013.
En 2014, il rejoint l'USA Perpignan. Avec ce club, il remporte son deuxième titre de champion de France de Pro D2 en 2018. En 2020, il devient le troisième joueur de l'histoire du club (après Benoît Bellot et Jérôme Porical) à passer la barre des 1000 points marqués.
En 2020, après six ans à Perpignan, il s'engage pour deux saisons avec le FC Grenoble,. En mars 2022, une grave blessure met un terme prématuré à sa saison, et le pousse à prendre sa retraite professionnelle dans la foulée,.
Il continue ensuite de jouer au niveau amateur avec le club de Servian Boujan, en Fédérale 2, avant de devenir entraîneur de cette équipe,.

## Palmarès

### En club
- Vainqueur du Championnat de France de 2edivision en 2013 (US Oyonnax) et 2018 (USA Perpignan)

### En équipe nationale
- France -18; -19
- Grand Chelem 2006 (France -18)
- Champion d'Europe 2006 (France -18)